# Fitchia
Fitchia är ett släkte av insekter. Fitchia ingår i familjen rovskinnbaggar.
Kladogram enligt Catalogue of Life:
| Fitchia | \| \| Fitchia aptera \| \| \| \| \| \| Fitchia spinosula \| \| \| \| |
|         | \| \| Fitchia aptera \| \| \| \| \| \| Fitchia spinosula \| \| \| \| |
|         | Fitchia aptera                                                       |
|         |                                                                      |
|         | Fitchia spinosula                                                    |
|         |                                                                      |